# Ульяновское газоконденсатное месторождение
Ульяновское газоконденсатное месторождение — расположено в Зеленовском районе Западно-Казахстанской области, в 46 км к северо-западу от г. Уральска.
Значительная часть скважин пробурена в северной части структуры. Наряду со сводовой массивной залежью, установлена пластовая залежь, приуроченная к доломитовому пласту толщиной 9 м в перекрывающем филипповском горизонте, а также ограниченная газоконденсатная залежь на северном склоне структуры, экранированная, по всей видимости, тектоническим нарушением (район скважины П-47).
Разрабатывается компанией «Совместное предприятие „Степной Леопард, Лтд“».